# 米哈尔·贝内迪科维奇
米哈尔·贝内迪科维奇（1923年5月31日—2007年4月18日），斯洛伐克男子足球运动员，司职中场。他曾代表捷克斯洛伐克国家队参加1954年国际足联世界杯，结果队伍止步小组赛阶段。